# 오만 요리

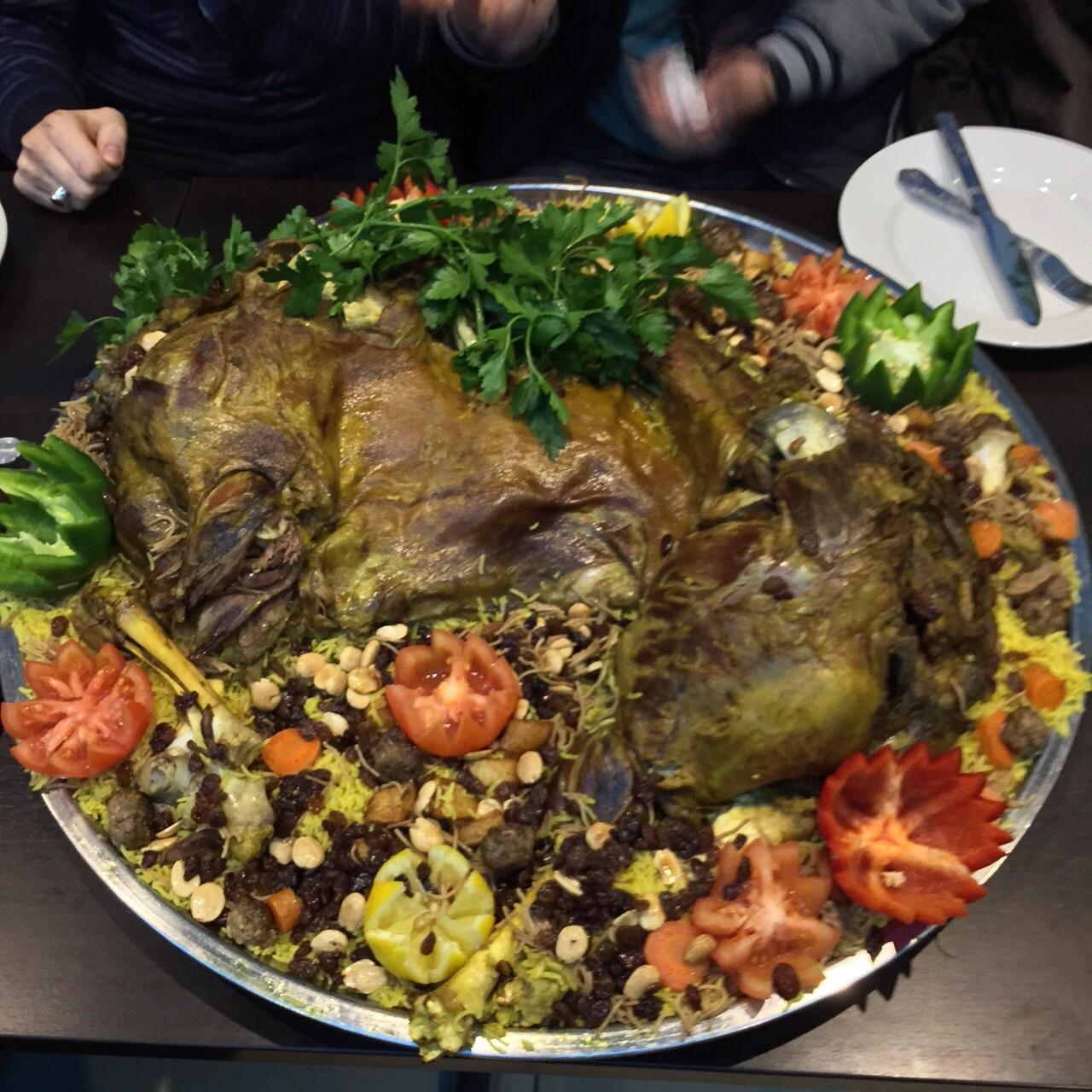
슈와

오만 요리(Oman 料理, 아랍어: مطبخ عماني 마트바크 우마니이[*])는 서남아시아에 있는 오만의 요리이다. 아시아 음식의 여러 가지 필수 요소가 혼합되어 있다. 요리는 종종 닭고기, 생선, 양고기뿐만 아니라 쌀을 기본으로 한다. 대부분의 오만 요리는 향신료, 허브 및 양념장의 풍부한 혼합물을 포함하는 경향이 있다. 

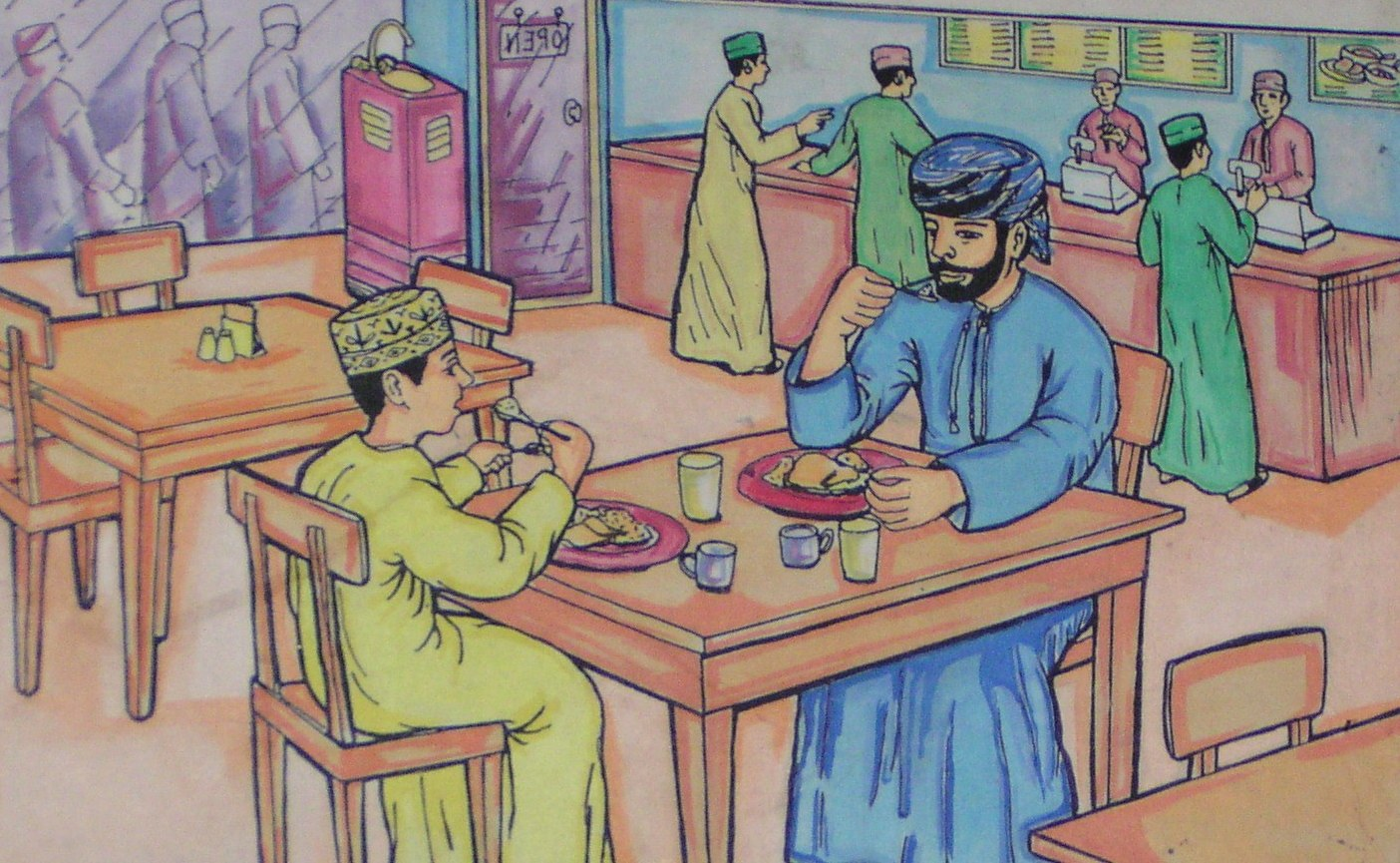

## 특성
오만 요리는 오만의 지역마다 다르지만 대부분의 오만 요리는 커리, 고기, 쌀, 채소 등을 주로 사용한다. 수프는 또한 일반적으로 닭고기, 양고기 및 채소 (예:훈제 가지)로 만들어진다.

## 같이 보기
- 아랍 요리
- 중동 요리